# قانون کار فرانسه
قانون کار فرانسه سیستم حقوق کار در فرانسه است.

## تاریخچه
در طول انقلاب فرانسه، قانون Le Chapelier در سال ۱۷۹۱ برای ممنوعیت اتحادیه‌ها یا اصناف و اعتصاب‌ها به ویژه با اعلام «شرکت آزاد» به تصویب رسید. در ۲۵ مه ۱۸۶۴ لوی اولیویه برای لغو ممنوعیت‌های اعتصاب به تصویب رسید.
ممنوعیت تشکیل اتحادیه‌های کارگری با قوانین والدک روسو که در ۲۱ مارس ۱۸۸۴ تصویب شد، لغو شد.
قوانین کار اضافی در طول قرن بیستم معرفی شد. بین سال‌های ۱۹۳۶ و ۱۹۳۸، جبهه مردمی قانونی را وضع کرد که به موجب آن ۱۲ روز (۲ هفته) در هر سال مرخصی با حقوق برای کارگران، و پیمان ماتینیون (۱۹۳۶) تعیین شد. این حق سازماندهی یک اتحادیه، چانه‌زنی جمعی، حق قانونی اعتصاب را ایجاد کرد و به دنبال آن قوانینی که هفته کار را به ۴۰ ساعت، بدون احتساب اضافه کاری، و تضمین تعطیلات با حقوق، محدود می‌کرد، ایجاد کرد. قراردادهای گرنل که در ۲۵ و ۲۶ مه، در اواسط بحران مه ۱۹۶۸ مذاکره شد، هفته کاری را به ۴۴ ساعت کاهش داد و بخش‌های اتحادیه کارگری را در هر شرکت ایجاد کرد. حداقل دستمزد نیز ۲۵ درصد افزایش یافت.
در سال ۲۰۰۰، دولت لیونل ژوسپین، ۳۵ ساعت کار در هفته را تصویب کرد که از ۳۹ ساعت کمتر بود. پنج سال بعد، نخست‌وزیر محافظه‌کار دومینیک دو ویلپن، قرارداد جدید استخدامی (CNE) را تصویب کرد. CNE با توجه به خواسته‌های کارفرمایان که خواستار انعطاف بیشتر در قوانین کار فرانسه بودند، انتقاد اتحادیه‌های کارگری و مخالفان را برانگیخت که ادعا می‌کردند به کارهای احتمالی کمک می‌کند. سپس در سال ۲۰۰۶ او تلاش کرد تا اولین قرارداد استخدامی (CPE) را از طریق یک رأی‌گیری اضطراری به تصویب برساند، اما با اعتراض دانشجویان و اتحادیه‌ها مواجه شد. رئیس‌جمهور ژاک شیراک سرانجام چاره‌ای جز لغو آن نداشت.
قانون «حق قطع اتصال» در ژانویه ۲۰۱۷ به اجرا درآمد، به این معنی که شرکت‌هایی که بیش از ۵۰ کارگر دارند، موظف به تنظیم منشور حسن نیت خواهند بود. این منشور ساعاتی را مشخص می‌کند که در آن کارکنان نمی‌بایست ایمیل ارسال یا پاسخ دهند.

## کد کار فرانسه
کد کار فرانسه (code du travail) ملی است که بر کار و روابط کار در کشور حاکم است.

### حقوق فردی
- اولین قرارداد استخدامی، قانونی برای رفع امنیت شغلی کارگران جوان بود، که در اعتراضات در سال ۲۰۰۶ شکست خورد.
- قرارداد استخدام جدید

## اجرا
در فرانسه، بازرسی کار نهادی است که مسئول بررسی اینست که آیا مفاد قانون کار یا قراردادهای جمعی به درستی در شرکت‌ها اعمال می‌شود یا خیر.